# Malinchismo
La parola malinchismo è un termine popolare messicano che si usa per descrivere una condotta di eccessiva deferenza verso persona, cosa, comportamento stranieri, tanto da identificarsi con:
- preferenza dello straniero in confronto al nazionale;
- un desiderio di sentirsi straniero prima che messicano;
- opportunismo e tradimento della patria a proprio favore o a favore dello straniero.

Il termine ha la sua origine denominativa ne La Malinche, la donna che accompagnò Hernán Cortés come guida e interprete fino all'assoggettamento del popolo messicano, benché fosse il proprio popolo d'origine. Secondo una delle tante versioni storiche, solo grazie a questo determinante aiuto gli spagnoli poterono stabilire alleanze e patti per ottenere l'aiuto di altre popolazioni contro l'Impero Mexica e riuscire così a sottomettere il paese.